# Wrecking Ball (album, Bruce Springsteen)
Wrecking Ball je sedmnácté studiové album amerického hudebníka Bruce Springsteena, vydané 6. března 2012. První singl z alba vyšel již 19. ledna 2012, jmenuje se „We Take Care of Our Own“. Nahrávání alba probíhalo v roce 2011, ve dvou skladbách hrál i saxofonista Clarence Clemons, který v červnu 2011 zemřel.

## Seznam skladeb
Všechny skladby napsal Bruce Springsteen.
| Pořadí         | Název                                            | Délka |
| -------------- | ------------------------------------------------ | ----- |
| 1.             | We Take Care of Our Own                          | 3:53  |
| 2.             | Easy Money                                       | 4:00  |
| 3.             | Shackled and Drawn                               | 6:20  |
| 4.             | Jack of All Trades                               | 3:23  |
| 5.             | Death to My Hometown                             | 5:00  |
| 6.             | This Depression                                  | 2:57  |
| 7.             | Wrecking Ball                                    | 5:40  |
| 8.             | You've Got It                                    | 4:18  |
| 9.             | Rocky Ground                                     | 3:19  |
| 10.            | Land of Hope and Dreams                          | 7:03  |
| 11.            | We Are Alive                                     | 4:23  |
| 12.            | Swallowed Up (In the Belly of the Whale) (bonus) | 3:24  |
| 13.            | American Land (bonus)                            | 4:00  |
| Celková délka: | Celková délka:                                   | 56:20 |

## Sestava

### The E Street Band
- Bruce Springsteen – zpěv, kytara, banjo, klavír, Hammondovy varhany, bicí, perkuse
- Clarence Clemons – saxofon v „Wrecking Ball“ a „Land of Hope And Dreams“
- Patti Scialfa – doprovodný zpěv
- Steven Van Zandt – kytara v „American Land“
- Max Weinberg – bicí v „Wrecking Ball“, „Land of Hope And Dreams“ a „American Land“

### Hosté
- Ron Aniello – kytara, baskytara, klávesy, bicí
- Art Baron
- Matt Chamberlain – bicí v „You've Got It“
- Charles Giordano – Hammondovy varhany v „Wrecking Ball“, „Swallowed Up (In the Belly of the Whale“ a „American Land“
- Lisa Lowell – doprovodný zpěv
- Tom Morello – kytara v „Jack of All Trades“ a „This Depression“
- New York String Section
  - Rob Mathes – orchestrace
  - Sandy Park
  - Lisa Kim
  - Myumju Lee – housle
  - Ann Lehmaan – housle
  - Lizz Lim – housle
  - Johanna Marher – housle
  - Annaliesa Place – housle
  - Fiona Simon – housle
  - Sharon Yamada – housle
  - Jung Sun Yu – housle
  - Karen Dreyfus – viola
  - Daniel Panner – viola
  - Robert Rinehart – viola
  - Mina Smith – violoncello
  - Alan Stepansky – violoncello

- Curt Ramm – ve skladbách „Jack of All Trades“, „Wrecking Ball“ a „You've Got It“
- Soozie Tyrell – housle, doprovodný zpěv
- Victorious Gospel Choir